# Ятыпсёяха
Ятыпсёяха (устар. Ятыпсе-Яга) — река в России, протекает по территории Сургутского района Ханты-Мансийского автономного округа. Длина реки — 64 км, площадь водосборного бассейна — 235 км².
Начинается в болоте глубиной 0,9 метра на высоте 90,5 метра над уровнем моря. Течёт в южном направлении по заболоченной местности через озёра Мынтыто, Тоньтлор, Кухыслор, затем — через лес. Устье реки находится в 187 км по левому берегу реки Пим.
В низовьях реки расположены зимняя изба Нимлерова и нефтегазовые скважины.

## Данные водного реестра
По данным государственного водного реестра России относится к Верхнеобскому бассейновому округу, водохозяйственный участок реки — Обь от города Нефтеюганск до впадения реки Иртыш, речной подбассейн реки — Обь ниже Ваха до впадения Иртыша. Речной бассейн реки — (Верхняя) Обь до впадения Иртыша.
Код водного объекта — 13011100212115200045716.